# L'Ombre du doute (film, 1993)
Ne doit pas être confondu avec L'Ombre du doute (film, 1935) ou L'Ombre d'un doute.
Pour plus de détails, voir Fiche technique et Distribution.
L'Ombre du doute est un film français d'Aline Issermann, sorti en 1993.

## Synopsis
Alexandrine, onze ans, va mal : anorexie, échec scolaire, abandon de la natation. Sa prof comprend qu'il peut y avoir un problème familial derrière ces symptômes, mais Jean, son père, la renvoie sèchement à son métier de prof. Elle fait alors intervenir le service social, en la personne de Sophia, à qui Alexandrine finit par avouer que son père la touche. Elle alerte la police, qui entend la jeune fille et ses parents. Jean nie en bloc.
Marie, sa mère, réagit violemment en la traitant de menteuse et en la giflant. Toute la famille, père, mère, grands-parents fait corps contre Sophia et les « affabulations » d'Alexandrine. La pression est telle que celle-ci revient sur ses déclarations.
Mais sa situation empire, elle n'ose même plus se déshabiller pour dormir, craignant les visites de son père. Lorsqu'elle entend Pierre, son petit frère, repousser son père une nuit, elle décide de s'enfuir avec lui et se retrouve à Bordeaux. La police récupère les enfants errants et les interroge : Alexandrine se plaint de nouveaux des attouchements, voire des fellations, imposées par son père. L'affaire est confiée à un juge d'instruction, qui place Jean sous contrôle judiciaire, avec interdiction d'approcher ses enfants, pour mener son enquête. 
La situation est bloquée, Alexandrine maintenant ses accusations, la famille continuant de faire bloc autour de Jean, Sophia restant persuadée qu'Alexandrine dit vrai. Mais le juge, faute d'une impossible preuve, ne peut avancer : c'est parole contre parole. Il ordonne une thérapie familiale, qui révèle des rapports de famille bien plus complexes. La mort en bas âge d'un frère de Marie laisse notamment entre eux une présence envahissante, du fait de laquelle Marie se sent délaissée.
Jean rompt le contrôle judiciaire pour voir sa fille : Marie accepte de la lui amener et la laisse seule avec lui, mais commence à douter face à l'attachement malsain qu'il lui voue. Alexandrine finit par reconnaître devant Sophia que son père l'a revue et a abusé d'elle : la rupture du contrôle conduit Jean en prison. Le juge dispose de présomptions suffisantes pour renvoyer Jean aux assises, ainsi que Marie comme complice pour avoir fermé le yeux durant des mois. Maintenant soutenue par un avocat, Alexandrine peut affronter un procès.
Jean est condamné. Il est bouleversé par une lettre de sa sœur lui ouvrant les yeux sur son propre passé d'enfant abusé, dont il était dans le déni. Il écrit au juge d'instruction pour reconnaître sa culpabilité, dont il se libère du poids maintenant qu'il la reconnaît.
Alexandrine recommence à nager et à rire.

## Fiche technique
- Titre : L'Ombre du doute
- Réalisation : Aline Issermann
- Scénario : Aline Issermann
- Musique : Reno Isaac
- Pays de production :  France
- Durée : 107 min
- Date de sortie : 20 octobre 1993

## Distribution
- Mireille Perrier : Marie, la mère
- Alain Bashung : Jean, le père
- Sandrine Blancke : Alexandrine
- Emmanuelle Riva : la grand-mère
- Michel Aumont : le grand-père
- Luis Issermann : Pierre
- Roland Bertin : le juge
- Dominique Lavanant : la professeure
- Thierry Lhermitte : l'avocat d'Alexandrine
- Jean-Pierre Sentier : Maître Toussaint, avocat de Jean
- Féodor Atkine : premier thérapeute
- Isabelle Petit-Jacques : seconde thérapeute
- Cynthia Gavas : un inspecteur
- Eric Franklin : un inspecteur
- Simon de La Brosse : un inspecteur
- Josiane Balasko : Sophia, l'assistante sociale